# Sergio Mantovani
Pour les articles homonymes, voir Mantovani.
Sergio Mantovani, né le 22 mai 1929 à Cusano Milanino et mort le 23 février 2001, est un coureur automobile italien. Il a débuté en compétition en 1948. Pilote éclectique, il a couru en rallye et en circuit. Il a notamment remporté la Coupe des Dolomites en 1954 sur Maserati et disputé sept épreuves de championnat du monde des conducteurs, de 1953 à 1955. En mars 1955, un grave accident lors des essais du Grand Prix du Valentino à Turin lui a coûté une jambe et a mis un terme à sa carrière.